# Robert Mitchum
Robert Charles Durman Mitchum (Bridgeport, 6 de agosto de 1917 — Santa Bárbara, 1 de julho de 1997) foi um ator, diretor, autor, poeta, compositor e cantor estadunidense. É considerado pelos críticos como um dos melhores atores da época dourada de Hollywood, amplamente lembrado por seus papéis em várias obras importantes do estilo de filme noir, e é considerado um precursor do anti-heróis no cinema predominante durante os anos 1950 e 1960.
Mitchum foi indicado ao Óscar de melhor ator secundário por The Story of G.I. Joe (1945). Ele está classificado em 23.º lugar na lista do American Film Institute das maiores estrelas masculinas do cinema clássico estadunidense.

## Biografia
Mitchum nasceu em Bridgeport, Connecticut. Sua mãe, Ann Harriet, era um imigrante norueguesa filha de um capitão do mar, e seu pai, James Thomas Mitchum, foi um estaleiro e operário de estrada de ferro. Seu pai morreu quando ele tinha menos de dois anos de idade e sua mãe logo se casou novamente.
Mitchum durante toda a infância, era conhecido como um brincalhão, muitas vezes envolvido em brigas e travessuras. Quando tinha 12 anos, sua mãe enviou-o para morar com seus avós em Felton, onde foi prontamente expulso da escola por discutir com um diretor. Um ano depois, em 1930, ele foi morar com sua irmã mais velha, em Nova York. Depois de ser expulso novamente da escola, ele deixou a irmã e viajou por todo o país, em vagões de trem, tendo trabalhado em diversos empregos, incluindo de pugilista profissional. 
Aos 14 anos em Savannah, Geórgia, ele foi preso por vadiagem. Por conta própria, escapou e voltou para sua família em Delaware. Foi durante esse tempo, enquanto se recuperava de ferimentos que quase o fez perder uma perna, que conheceu a mulher com a qual iria se casar, a adolescente Dorothy Spence. Logo ele voltou para a estrada.
Em 1936, voltou para a casa da sua irmã Julie. Logo o resto da família se juntou a eles em Long Beach. Sua irmã foi quem o convenceu a participar do teatro local com ela. Ali participou de algumas peças e também escreveu algumas. Em 1940 casou-se com Dorothy, logo nasceu o primeiro filho do casal, o que fez com que Robert arrumasse um emprego estável como operador de máquinas.
Mitchum acabou por ter um colapso nervoso, que causou até uma cegueira temporária, devido ao estresse do trabalho. Por causa desse problema, ele ficou livre para procurar emprego como ator ou figurante em filmes. Ele então, conheceu um agente que lhe arrumou uma entrevista com o produtor da série de filmes western Hopalong Cassidy, foi então contratado para ser o vilão em alguns filmes de 1942 e 1943. A partir dai sua carreia decolou.
Morreu em 1997, devido a complicações do câncer de pulmão e enfisema.

## Filmografia
- 1942: The Magic of Make-Up (documentário)
- 1943: The Human Comedy
- 1943: Hoppy Serves a Writ
- 1943: Aerial Gunner
- 1943: Border Patrol
- 1943: Follow the Band
- 1943: The Leather Burners
- 1943: Colt Comrades
- 1943: We've Never Been Licked
- 1943: Lone Star Trail
- 1943: Beyond the Last Frontier
- 1943: Corvette K-225
- 1943: Bar 20
- 1943: Doughboys in Ireland
- 1943: False Colors
- 1943: Minesweeper
- 1943: The Dancing Masters
- 1943: Cry 'Havoc'
- 1943: Riders of the Deadline
- 1943: Gung Ho!
- 1944: Johnny Doesn't Live Here Anymore
- 1944: Mr. Winkle Goes to War
- 1944: When Strangers Marry
- 1944: Girl Rush
- 1944: Thirty Seconds Over Tokyo
- 1944: Nevada
- 1945: The Story of G.I. Joe
- 1945: West of the Pecos
- 1946: Till the End of Time
- 1946: Undercurrent
- 1946: The Locket
- 1947: Pursued
- 1947: Crossfire
- 1947: Desire Me
- 1947: Out of the Past
- 1948: Rachel and the Stranger
- 1948: Blood on the Moon
- 1949: The Red Pony
- 1949: The Big Steal
- 1949: Holiday Affair
- 1950: Where Danger Lives
- 1950: Hollywood Goes to Bat
- 1951: My Forbidden Past
- 1951: His Kind of Woman
- 1951: The Racket
- 1952: Macao...(pt: Macau) - de Josef von Sternberg
- 1952: One Minute to Zero
- 1952: The Lusty Men
- 1952: Angel Face
- 1953: White Witch Doctor
- 1953: Second Chance
- 1954: She Couldn't Say No
- 1954: River of No Return...(pt: Rio sem regresso) - de Otto Preminger
- 1954: Track of the Cat
- 1955: Not as a Stranger
- 1955: The Night of the Hunter
- 1955: Man with the Gun
- 1956: Foreign Intrigue
- 1956: Bandido
- 1957: Heaven Knows, Mr. Allison
- 1957: Fire Down Below
- 1957: The Enemy Below
- 1958: Thunder Road
- 1958: The Hunters
- 1959: The Angry Hills
- 1959: The Wonderful Country
- 1960: Home from the Hill
- 1960: A Terrible Beauty
- 1960: The Sundowners
- 1960: The Grass Is Greener
- 1961: The Last Time I Saw Archie
- 1962: Cape Fear - de J. Lee Thompson
- 1962: The Longest Day...(pt: O dia mais longo / br: O mais longo dos dias) - de Ken Annakin, Andrew Marton e Bernhard Wicki
- 1962: Two for the Seesaw...(pt: Baloiço para dois) - de Robert Wise
- 1963: The List of Adrian Messenger...(pt: As cinco caras do assassino) - de John Huston (participação)
- 1963: Rampage...(pt: Dois homens, uma mulher) - de Phil Karlson
- 1964: Man in the Middle - de Guy Hamilton
- 1964: What a Way to Go! - de J. Lee Thompson
- 1965: Mister Moses - de Ronald Neame
- 1966: El Dorado...(pt: El Dorado) - de Howard Hawks
- 1967: The Way West...(pt: A caminho do Oregon / br: Desbravando o Oeste) - de Andrew V. McLaglen
- 1968: Villa Rides - de Buzz Kulik
- 1968: Lo Sbarco di Anzio - de Duilio Coletti e Edward Dmytryk
- 1968: 5 Card Stud - de Henry Hathaway
- 1968: Secret Ceremony...(pt: Cerimónia secreta) - de Joseph Losey
- 1969: Young Billy Young - de Burt Kennedy
- 1969: The Good Guys and the Bad Guys
- 1970: Ryan's Daughter...(pt: A filha de Ryan) - de David Lean
- 1971: Going Home
- 1972: The Wrath of God...(pt: A cólera de Deus) - de Ralph Nelson
- 1973: The Friends of Eddie Coyle...(pt: Selva humana) - de Peter Yates
- 1975: The Yakuza...(pt: Yakuza) - de Sydney Pollack
- 1975: Farewell, My Lovely
- 1976: Midway...(pt: A batalha de Midway)
- 1976: The Last Tycoon...(pt: O último magnata) - de Elia Kazan
- 1977: The Amsterdam Kill
- 1978: Matilda
- 1978: The Big Sleep - de Michael Winner
- 1979: Breakthrough
- 1980: Agency
- 1980: Nightkill
- 1982: That Championship Season
- 1983: The Winds of War (Mini-série)
- 1984: The Ambassador
- 1984: Maria's Lovers...(pt: Os amantes de Maria) - de Andrei Konchalovsky
- 1985: North and South (Mini-série)
- 1987: Remembering Marilyn (documentário)
- 1987: Marilyn Monroe: Beyond the Legend (documentário)
- 1988: Mr. North...(pt: Mr. North, um homem de sonho) - de Danny Huston
- 1988: War and Remembrance (Mini-série)
- 1988: Scrooged...(pt: S.O.S. Fantasmas) - de Richard Donner
- 1989: John Huston: The Man, the Movies, the Maverick (documentário)
- 1989: The Brotherhood of the Rose
- 1990: Midnight Ride
- 1990: Waiting for the Wind
- 1990: Believed Violent
- 1991: Cape Fear... - de Martin Scorsese
- 1992: The Seven Deadly Sins
- 1993: Woman of Desire
- 1993: Tombstone (narrador)
- 1995: Backfire!
- 1995: Dead Man
- 1995: Waiting for Sunset
- 1996: Wild Bill: Hollywood Maverick (documentário)
- 1997: James Dean: Race with Destiny